# 中川吉右衛門
中川 吉右衛門（なかがわ きちえもん、1976年1月10日 - ）は、高畠町の稲作農家。特定非営利活動法人『Fan土 earth JAPAN』代表理事。山形県立高畠高等学校臨時教師。山形県東置賜郡高畠町にて夫婦で営農（中川美花子）。若手自然栽培農家として、メディア・SNSで発信し、自然栽培による地域活性化に尽力している。
　

## 人物
1976年1月10日、山形県東置賜郡高畠町福沢の農家に生まれる。山形県立米沢工業高等学校を卒業。19歳でロッカーを目指し上京。2001年、東北工業大学を中退し鳶職になる。2008年、奇跡のリンゴ「木村秋則」の番組を見て自然栽培に出会う。2009年、大規模水稲自然栽培農家「秋田県大潟村の石山範夫」に師事
。2010年、帰郷して江戸時代から続く「14代 中川 吉右衛門」を襲名就農。2014年、自然栽培（無施肥・無農薬栽培）を「環境保全型農業直接支払い交付金」の対象にする運動を推進。2016年2月、全国の仲間達をめぐるツアー「ひとり農future」を開始。4月5日、『やまがた若旦那』選抜総選挙1位。2017年4月、山形県立高畠高等学校の臨時教師に就任。

## 出演番組
- 報道の魂（2016年12月18日）[15]
- エフエムNCV おきたまGO!「ひるドキ！ホットたまご」[16]